# Mikołaj Tomicki
Mikołaj Tomicki herbu Łodzia (zm. 1586 w Kaliszu)– poseł województw poznańskiego i kaliskiego na sejm konwokacyjny 1574 roku, poseł poznański na sejm 1578 roku i sejm 1582 roku.
W lipcu 1573 jako delegat towarzyszył swemu ojcu Janowi Tomickiemu kasztelanie gnieźnieńskim w poselstwie do Francji po elekta króla Henryka Walezego.  Mikołaj Tomicki był posłem na Sejm Konwokacyjny w 1574 roku.
W 1578 roku był posłem z Wielkopolski na Sejm Walny w Warszawie.
Około 1581 roku został kanonikiem kaliskim i przeniósł się na stałe do Kalisza.
W 1582 roku ponownie został posłem na Sejm Walny w Warszawie zwołany na 16 lipca.
Na początku 1586 dość młodo bo w wieku około 34 lat zmarł został pochowany w kolegiacie Panny Marii w Kaliszu.